# 井上毅 (学芸員)
井上 毅（いのうえ たけし、1969年 - ）は、日本の学芸員、プラネタリウム解説者。明石市立天文科学館館長、山口大学時間学研究所客員教授。

## 経歴
兵庫県姫路市出身。兵庫県立姫路西高校から名古屋大学理学部を経て、名古屋大学大学院理学研究科大気水圏科学専攻修了、理学修士。1995年から1997年まで、愛知県旭町（現豊田市）の旭高原元気村天文台に在職。1997年、明石市立天文科学館学芸員。2005年、軌道星隊シゴセンジャーの登場とともにブラック星博士関連業務を開始。2012年、同館学芸係長。2017年から館長を務める。

## 人物
明石市立天文科学館の人気キャラクター・ブラック星博士のマネージャーを務める。
日本プラネタリウム協議会「プラネタリウム100周年」記念事業実行委員会の実行委員長を務める。近代プラネタリウム誕生からちょうど100年となる2023年10月には単著『星空をつくる機械 プラネタリウム100年史』（KADOKAWA）を発刊。日本プラネタリウム協議会「日本のプラネタリウム史」ワーキンググループの代表を務めた。
世界天文年2009日本委員会企画委員、「めざせ1000万人！みんなで星を見よう」プロジェクト世話人代表。「ガリレオ望遠鏡精密復元プロジェクト」を提案し、監修にあたった。
金環日食限界線研究会代表、金環日食限界線共同観測プロジェクト代表。日本各地のアマチュア天文家や社会教育施設職員、教員、天文学者と連携し、2012年5月21日に日本列島を横断した金環日食を約3万人の共同観測で出迎えた。
時の記念日制定100周年および明石市立天文科学館開館60周年となる2020年、国立科学博物館において“100年ぶり”の開催となった「時」展覧会2020の実現に尽力。同展は明石市立天文科学館でも同時開催された。
2020年6月10日（時の記念日、明石市立天文科学館開館記念日）には、東経135度に位置する明石市立天文科学館を拠点に、東は北海道名寄市（なよろ市立天文台、東経142度28分59秒）から西は沖縄県石垣市（石垣島天文台、東経124度10分16秒）まで計10箇所の天文施設を中継で結び、日本国内の「時差」と日本標準時が実感できる「全国天文台子午線リレー」（なんちゅう企画）の生配信を行った。
2017年から2020年まで年1回発行された特殊切手の『天体』シリーズ全4集を監修。本シリーズは第1集から4集までを横に並べるとひとつのストーリーとしてつながっており、「上段は星の一生、下段は太陽系の広がり、最後に両者が合流する」デザインとなっている。
円舘金と渡辺和郎が1997年10月25日に発見した小惑星番号10616の小惑星が、Inouetakeshiと命名されている。

## 著書
- 井上毅『時の記念日のおはなし』[44]（明石市立天文科学館、2019）
- 佐々木勝浩／井上毅／広田雅将／細川瑞彦／藤沢健太『時間の日本史』[45]（小学館、2021）ISBN 9784093888189
- 井上毅『星空をつくる機械 プラネタリウム100年史』[14]（KADOKAWA、2023）ISBN 9784044007355